# Hohlichtgletscher
Der Hohlichtgletscher ist ein Talgletscher in den Walliser Alpen, im Kanton Wallis, Schweiz. Er befindet sich auf der Ostseite des Zinalrothorns (4221 m ü. M.), nordwestlich von Zermatt. Im Jahr 1973 wurde eine Länge von 4,5 km und eine durchschnittliche Breite von 500 m ermittelt. 1995 bedeckte er einschließlich der Tributärgletscher eine Fläche von knapp 6 km².
Seinen Ausgangspunkt nimmt der Hohlichtgletscher auf über in der Karmulde an der Ostflanke des Zinalrothorns. Der Gletscher fliesst nach Osten, flankiert vom Oberen Äschhorn (3669 m ü. M.) im Süden sowie vom Schalihorn (3975 m ü. M.) im Norden. Von der Südflanke des Schalihorns stösst ein grösseres Firnfeld zum Hohlichtgletscher. Weiteren Eisnachschub erhält der Gletscher vom ausgedehnten Firnfeld am Nordwesthang des Mettelhorns (3406 m ü. M.). Die vom Geschiebematerial weitgehend bedeckte Gletscherzunge läuft derzeit verhältnismässig flach auf einer Höhe aus. Das Schmelzwasser fließt über der Schalibach ab, der zwischen Täsch und Randa in die Matter Vispa mündet.
In seinem Hochstadium während der Kleinen Eiszeit um die Mitte des 19. Jahrhunderts reichte der Hohlichtgletscher noch rund 500 m weiter talabwärts. Er war zeitweise auch mit dem Schaligletscher, einem Gletscher an der Südflanke des Weisshorns verbunden.